# Apex-Mine
Die Apex-Mine (auch Dixie-Mine genannt) ist ein ehemaliges Bergwerk im US-Bundesstaat Utah. Es ist das einzige Bergwerk, das jemals alleine für die Gewinnung der seltenen Elemente Gallium und Germanium betrieben wurde. 

## Geschichte
Das Untertage-Bergwerk wurde 1884 eröffnet, um Kupfer, Silber, Blei, in geringem Maß auch Zink und Gold zu gewinnen. Bis zur Schließung 1962 wurden 7000 Tonnen Kupfer, 400 Tonnen Blei und 180.000 Feinunzen (ca. 5,6 Tonnen) Silber gefördert. 
Nach der Schließung wurde es 1985 wiedereröffnet. Dabei war es das Ziel, die in den Erzen in vergleichsweise hohen Konzentrationen vorkommenden seltenen Metalle Gallium und Germanium zu gewinnen. Andere Metalle wie Kupfer oder Silber fielen dabei nur als Nebenprodukt an. Da aber die Gallium- und Germaniumnachfrage vergleichsweise gering war und es billiger als Nebenprodukt bei der Aluminium- oder Zinkproduktion gewinnbar ist, wurde die Mine 1987 wieder geschlossen. Auch ein zweiter Versuch 1990 scheiterte.

## Lage
Das Bergwerk befindet sich im Washington County im Südwesten des US-Bundesstaats Utah, etwa neun Kilometer nördlich der Grenze zu Arizona. Rund 22 km östlich liegt die Stadt St. George. Die Mine befindet sich am westlichen Abhang der Beaver Dam Mountains auf 1656 m über N.N. Der Stollen ist etwa 250 m lang und verläuft in westlicher Richtung. 

## Geologie
Die Mine liegt im Kalkstein der Beaver Dam Mountains. Haupterz ist Goethit, aber auch Limonit, Jarosit, Goyazit, Azurit, Malachit, Konichalcit, Aurichalcit, Rosasit, Brochantit, Cuprit, Anglesit, Covellin und Manganoxide wurden gefunden. Der Goethit ist mit etwa 0,5 % relativ germaniumhaltig, das Gallium ist vorwiegend Begleitelement im Jarosit (bis zu 0,7 %), Limonit enthält teilweise beide Elemente.